# Tlazolteotl
En la mitologia asteca, Tlazolteotl era una dea de la terra, del sexe, del naixement i una dea mare. Era coneguda com a "menjadora d'immundícia", perquè suposadament s'apareixia a gent que estava a punt de morir, que li confessaven els pecats, i ella se'ls menjava.
El seu fill era Centeotl.